# معنى دلالي (سيميائية)
في السيميائية، المعني الدلالي هو المعنى الحرفي أو السطحي. وهو التعريف الذي من المرجح ظهوره في القاموس.

## مناقشة
بناءاً على الكلمة الأصلية أو التعريف الذي اقترحه سوسيور عام (Saussure (1857-1913 تتكون العلامة من جزأين:
- كعلامة إرشادية، أي أنه سيكون له شكل يمكن للشخص أن يراه أو يلمسه أو يشمه أو يسمعه
- كالمرشد إليه، أي أنها ستمثل فكرة أو بناء عقلي لشيء ما بدلاً من الشيء نفسه.

لنقل المعلومات، يجب على كل من المرسل والمرسل إليه استخدام نفس الرمز، سواء بالمعنى الحرفي، على سبيل المثال مورس أو في شكل لغة. الغرض من المعنى الدلالي هو إيصال المحتوى الدلالي الموضوعي للشيء الذي يمثله. لذا، في حالة الكلمة المعجمية، ولنقل كلمة «كتاب» مثلاً، فإن القصد هو ألا تفعل أي شئ أكثر من مجرد وصف شيء مادي. أي معاني أو آثار أخرى ستكون معاني دلالةية أو ضمنية.
يمكن إجراء التمييز بين المعني الحرفي والمعنى الدلالي في التحليل النصي ويتم استخدام وجود القواميس لدعم الحجة القائلة بأن نظام العلامات يبدأ بمعنى بسيط ثم يشتهر بعد ذلك مع تطوير استخدامات جديدة. لكن هذه الحجة تعني بالضبط أنه لا يمكن فصل أي علامة عن كل من معانيها الحرفية والدلالية، وبما أن المرسل يستخدم دائمًا العلامة لغرض معين داخل سياق ما، فلا يمكن فصل أي علامة عن قيم المرسل. لذلك يقترح لويس هيلمسليف (1899-1965) أنه على الرغم من أن وظيفة وضع العلامات قد تكون عملية واحدة، فإن المعنى الحرفي هو الخطوة الأولى، والمعنى الدلالي هو الخطوة الثانية. أضاف رونالد (Roland Barthes (1915-1980) خطوة ثالثة محتملة في النظرة العالمية أو ما يسمى الرؤية الكونية حيث يوجد مفاهيم وراء معرفية مثل الحرية، والجنس، والاستقلالية وما إلى ذلك، والتى تخلق إطارًا مرجعيًا يمكن أن تؤخذ منه المزيد من المعاني المجردة وتضاف إلى العلامات، اعتمادًا على السياق.
قال بارت وآخرون بأنه من الصعب التمييز بوضوح عند تحليل الصور. على سبيل المثال، كيف يمكن تفسير صورة؟ في العالم الحقيقي، يمكن للبشر الرؤية الثنائية بالعينين، لكن الصورة ثنائية الأبعاد تحتاج إلى تحليل لتحديد العمق والحجم النسبي للأشياء الموضحة فيها وذلك بتطبيق قواعد المنظور، وهي عملية تحتمل الخلط والتشويش سواء في التركيز أو في مكونات الصورة. قد يكون أحد الآراء أن الصورة كما تم تفسيرها هي دليل على ما يصور، وبما أن التكنولوجيا تجمع وتخزن البيانات من العالم الحقيقي، فإن الصورة الناتجة هي تعريف لما التقطته الكاميرا، وبالتالي فهو يمثل معنى حرفي. وإذا اعتمدنا تصنيف تشارلز ساندرز بيرس، يمكن اعتبار هذا علامة فهرسة، أي أن هناك صلة مباشرة بين العلامة وما تشير إليه. في حين أنه من الصحيح أن الصورة غير المعدلة قد تكون مؤشرًا، فإن التكنولوجيا الرقمية تعمل على كسب ثقة المشاهد في أن الصورة هي تمثيل موضوعي للواقع. علاوة على ذلك، اتخذ المصور قرارات واعية حول تكوين الصورة، وكيفية إضاءة الصورة، سواء لالتقاط صورة مقربة أو لقطة طويلة، إلخ. تمثل كل هذه القرارات كلاً من نية المصور وقيمه الرغبة في الحفاظ على هذه الصورة. دفع هذا جون فيسك إلى اقتراح أن «المعنى الحرفي يمثله ما تم تصويره، والمعنى الدلالي يمثله كيف تم التصوير». يزداد حل هذه المشكلات صعوبة بمجرد أن يعرف الجمهور أن الصورة أو الصورة المتحركة قد تم تحريرها أو عرضها سينمائياً.